# Henri De Page
Henri De Page (Bruxelles, 5 novembre 1894 - 27 août 1969) est un juriste belge. D'origine bruxelloise, le juriste a commencé et terminé ses études de droit dans les universités de la capitale : à l'Université Saint-Louis - Bruxelles puis à l'Université libre de Bruxelles. C'est au sein de cette dernière université qu'il exerça la fonction d'enseignant de 1926 à 1964. Outre cette fonction, il fut également magistrat au Tribunal de Première Instance de Bruxelles durant près de 20 ans (1920 - 1936). Tout au long de sa vie, il a été engagé au sein de plusieurs comités institutionnels, scientifiques ou académiques, parmi lesquels le Centre universitaire belge dont il a été le secrétaire durant la seconde guerre mondiale. Enfin, il est l'auteur du classique Traité élémentaire de droit civil belge, encore consulté régulièrement par de nombreux juristes du fait qu'il est réputé exhaustif.     

## Biographie
Henri Emile Jean Alphonse Marie De Page, plus connu sous le nom d'Henri De Page, a grandi dans une famille d'origine bruxelloise. Il était l'enfant unique de Jean-Joseph François De Page, négociant en charbon, et de Zoé-Délphine Zélie de Moor, femme au foyer. Le juriste a été marié à Berthe Du Bois, née le 24 août 1899, décédée dix jours après le mariage. Son petit-fils, Philippe De Page, est actuellement avocat à Bruxelles et a été professeur de droit à l'ULB.   
Figure de l'École de Bruxelles, en tant que juriste civiliste et philosophe du droit, il apporta sa contribution au développement de nouvelles théories, notamment en droit des obligations.   

## Formation et activités professionnelles
De Page termina ses études secondaires à l'Institut Saint-Louis en 1912 et, la même année, il poursuivit des études de candidature en philosophie et lettres, préparatoires au droit, à l'Université Saint-Louis - Bruxelles en 1913-1914.   
Après avoir été mobilisé pendant la première guerre mondiale, il poursuivit ses études à l'Université libre de Bruxelles dans le cadre du programme accéléré mis en place pour les anciens combattants, auquel participent d'autres futures figures de l'École de Bruxelles engagées dans l'armée, spécialement Henri Rolin et Ganshof van der Meersch. Il obtint son doctorat en droit à l’Université libre de Bruxelles en 1919. 
Durant les décennies 1920 et 1930, Henri de Page a fait carrière au Tribunal de Première instance de Bruxelles : tout d’abord en qualité de substitut du procureur du roi (1920), ensuite comme juge (1929) et enfin en qualité de vice-président de ce tribunal (1934), titre qu’il portera de façon honoraire à partir de 1936.
Par ailleurs, Henri De Page a également été membre du comité permanent du Conseil de Législation au Ministère de la Justice de 1935 à 1948 et administrateur délégué de la Compagnie financière africaine dans les années 1950.

## Fonctions académiques
- 1926 : Début de sa carrière à l'Université libre de Bruxelles avec le cours sur les biens et droits réels dispensé à la Faculté de droit.
- 1927 : En février, il devient suppléant de Georges Smets pour le cours de droit naturel donné à la Faculté de Philosophie et Lettres, en candidature préparatoire au droit[5]. En juillet de la même année, il est définitivement chargé de cet enseignement.
- 1927 à 1933 : La carrière d'enseignant d'Henri de Page est suspendue pour des raisons majeures de santé[1].
- 1934 : Le nouveau cours de philosophie du droit est créé à la Faculté de droit de l’Université libre de Bruxelles[6]. Il donnera cet enseignement jusqu'en 1959.
- 1936 : Henri De Page devint professeur ordinaire à temps plein à l’Université libre de Bruxelles[7].
- 1939 : Alors qu’il suppléait Georges Janssen depuis 1937, il devint le professeur du cours de droit des obligations en raison de la démission de ce dernier. Durant les mois de novembre et décembre 1939, Henri De Page fut suppléé par René Dekkers pour cet enseignement[6].
- 1952 : Déchargé de son enseignement d’étude approfondie de questions de droit civil, l’Université libre de Bruxelles lui confia le cours de droit civil comparé[8].
- 1961 : Henri De Page se fait suppléer pour ses derniers enseignements.
- 1964 : Le 1er octobre de cette année, Henri de Page est mis à la retraite[9].

De Page était aussi membre du Comité scientifique de l'Institut de sociologie Solvay, jouant un rôle actif dans la publication annuelle de la « Revue de l'Institut de Sociologie ». Membre du Centre interuniversitaire de droit comparé depuis sa création en 1957, De Page siégeait également à l'Académie royale de Belgique, d'abord, en étant élu correspondant de la Classe des Lettres et des Sciences morales et politiques en décembre 1948 puis, en devenant membre en mai 1953.

## Durant la Seconde Guerre mondiale
Le 10 mai 1940, la Belgique est envahie par les troupes nazies. À l’instar de nombreux professeurs de l'Université libre de Bruxelles, Henri De Page se retrouve sur les routes de l'exode le 14 mai en direction de Montpellier. Rapidement, il devient le secrétaire du Centre universitaire belge situé à Toulouse, où il s'occupe tout spécialement des professeurs et étudiants de l'Université libre de Bruxelles présents dans la région, dont Georges Smets faisait partie. 
L’effondrement militaire de la France entraîna le retour des professeurs de l’Université libre de Bruxelles, en Belgique. Ainsi, Henri De Page quitta la France le 25 juillet 1940 pour rejoindre la Belgique. Dès lors que les enseignements continuaient d’être dispensés durant l’occupation, par décision de l'université, De Page reprit ses cours en novembre 1940 jusqu'à la fermeture de l'institution à la suite de diktats allemands. 
Le 15 janvier 1943, La Libre Belgique, un des fleurons de la presse clandestine, a ouvertement remis en question le patriotisme d’Henri de Page, lui reprochant notamment « d'avoir sollicité l'intervention du commissaire allemand auprès de l'Université libre de Bruxelles, "pour recouvrer la disposition de sa maison occupée en son absence » et concluant par une condamnation sans appel lié au fait que De Page n’a pas indiqué sur le tome sixième de son Traité de droit civil qui venait de paraître sa qualité de professeur". Conséquemment, la presse belge a estimé qu’Henri De page avait lui-même considéré ne plus faire partie du corps enseignant de l’Université libre de Bruxelles. 
Après de nombreuses justifications auprès de l'université, et la mention à nouveau de son titre de professeur sur la deuxième édition du tome 4 de son traité, le conseil d’administration de l'ULB décide, le 30 décembre 1944, que les faits retenus contre De Page ne justifiaient pas l’application d’une sanction disciplinaire.

## Publications
L'intérêt d'Henri De Page se concentre essentiellement autour du domaine du droit civil, de la philosophie du droit ainsi que du droit naturel. 
Le juriste ne s'arrêta jamais d'écrire, tout au long de sa carrière :  
- 1925 : De l'interprétation des lois : contribution à la recherche d'une méthode positive et théories en présence, Bruxelles, Librairie des sciences juridiques, 1925, 2 volumes, 198 et 336 pages.

- 1930 : Les actions complexes, Bruxelles, Bruylant, 1930, 45 pages.
- 1931 : A propos du gouvernement des juges : l'équité en face du droit, Bruxelles, Bruylant, 1931, 198 pages.

- 1936 : L'idée de droit naturel, Bruxelles, Bruylant, 1936, 64 pages.
- 1939 : Droit naturel et positivisme juridique, Bruxelles, Bruylant, 1939, 42 pages.
- 1946 : Le problème de la lésion dans les contrats, Bruxelles, Office de publicité, 1946, 136 pages.
- 1957 : L'obligation abstraite en droit interne et en droit comparé, Bruxelles, Bruylant, 1957, 242 pages.

Entre 1933 et 1949, l'auteur rédige, en parallèle, un traité couvrant toutes les matières de droit civil, qu'il qualifie lui-même d'élémentaire, composé de 13 000 pages réparties en 10 tomes : le Traité élémentaire de droit civil belge. En 1951 et 1952 ont été publiés quatre volumes complémentaires. Il a activement collaboré avec René Dekkers pour certains volumes. À partir de 1962, De Page s'est lancé dans une réédition mais décéda avant achèvement donc, René Dekkers poursuivit son travail jusque 1975. En 1990, un certain nombre d'enseignants attachés à la Faculté de Droit de l'Université libre de Bruxelles ont conçu le projet d'une édition nouvelle : à ce jour, plusieurs tomes ont déjà été publiés.
En outre, Henri De Page présenta une communication à l'Académie royale de Belgique à trois reprises, entre 1950 et 1956. Il est également l'auteur de deux notices consacrées aux juristes Albéric Allard et Eugène Hanssens publiées en 1959, dans le tome trentième de la Biographie Nationale.

## Distinctions
Mobilisé, il combat pendant la première guerre mondiale sur le front de l'Yser. Il sera décoré de diverses médailles : 
- La Croix de Guerre, accordée aux militaires ayant accompli un acte de courage face à l'ennemi.
- La Croix du Feu, accordée aux militaires ayant servi au front pendant au moins 18 mois.
- Officier de l'Ordre de Léopold et de l'ordre de la Couronne[15].

En 1926, pour son premier ouvrage publié l'année précédente, il reçut le Lauréat du Prix Edmond Picard. En 1950, un arrêté du Régent lui attribua le Prix du Concours décennal des Sciences juridiques (période 1932-1941) pour l'ensemble de son œuvre et notamment pour son Traité élémentaire de droit civil>. Enfin, en 1966, l'Université de l'État à Gand lui conféra les insignes de docteur honoris causa.  